# La vie est à nous (série télévisée)
Pour les articles homonymes, voir La vie est à nous.
La vie est à nous est une série télévisée française en 24 épisodes de 52 minutes, diffusée entre le 3 janvier 2009 et le 13 juin 2009 sur TF1 et rediffusée sur NT1 et sur June.

## Synopsis
C'est l'histoire de copains de lycée qui se sont perdus de vue et que la vie a réunis lors d'un mariage. Pourquoi alors ne pas reconstituer le groupe, renouer les amitiés, s'abandonner à l'amour et affronter ensemble les difficultés ? Entre petits drames du quotidien et comédie, entre rires et larmes : les angoisses, les espoirs, les enthousiasmes d'une bande d'amis au seuil de l'âge adulte...
Pour Marion, Nico, Judith, Kelly, Alex, Matthieu et les autres, les années d'insouciance sont bien loin. Car à l'approche de la trentaine vient le temps des choix. Une nouvelle étape commence alors pour eux dans laquelle l'amitié devient une raison de vivre, une force pour affronter ensemble les épreuves de la vie.

## Distribution
- Guillaume Delorme : Alex
- Camille de Pazzis : Marion Vianet
- Marie Mouté : Judith
- Nicolas Berger-Vachon : Nicolas Leciac
- Charlie Nune : Kelly Kerson
- Christophe Degli Esposti : Julien
- Thomas Séraphine : Mathieu Sebastiani
- Alexandre Varga : Jérôme Cramerr
- Juliette Dol : Garance Roussel
- Manu Layotte : Manu le Patron de bar
- Nancy Tate : Marianne
- Héloïse Godet : Elena
- Sara Mortensen : Elsa
- Anne Charrier : Carole
- Esther Comar : Thais

## Fiche technique
- Production : Adélaïde Productions, avec la participation de TF1
  - Producteur exécutif : Hugues Nonn
  - Producteur : Marc Chayette
- Concept original de la série : Marc Chayette

## Épisodes
1. Majeurs et vaccinés
2. Nouveau départ
3. Le secret de Nicolas
4. Chassé-croisé
5. Le tourbillon de la vie
6. Liaisons secrètes
7. L'heure de gloire
8. Pour une chanson
9. Quand ça va mal
10. Les goûts et les couleurs
11. Mon père
12. Samedi soir, dimanche matin
13. Retrouvailles
14. Des doutes plein la tête
15. Faire confiance
16. Ça ne pouvait pas durer
17. L'ami prodigue
18. Celle qui reste
19. Thaïs
20. La trahison
21. Faux départ
22. Joyeux Noël
23. Le retour de Judith
24. Fin de bail

## Commentaires
(août 2014).
- Spin-off de La Vie devant nous, cette série a été diffusée en remplacement de Sous le soleil.

- Le tournage des quatre épisodes « pilotes » de La vie est à nous s'est déroulé dans les rues de Paris, du 21 mai 2007 au 17 juillet 2007. TF1 ayant été satisfaite du résultat, 12 autres épisodes ont été commandés. Les acteurs se sont donc retrouvés à partir du 19 novembre 2007 pour tourner 3 nouveaux épisodes et les 9 autres épisodes ont été mis en boîte entre le 25 mars 2008 et le 29 juillet 2008. Enfin, TF1 a commandé 8 derniers épisodes, qui ont été tournés du 13 octobre 2008 au 20 janvier 2009. La saison est donc composée de 24 épisodes.

- Au casting, on retrouve Guillaume Delorme, Camille de Pazzis, Marie Mouté et Nicolas Berger-Vachon, déjà présents dans La Vie devant nous. En revanche, ils ont de nouveaux prénoms (respectivement Alex, Marion, Judith et Nicolas).

- Gianni Giardinelli était l'invité, le 24 avril 2007, de l'émission L'âge bête ne passera pas sur RNT (Radio Nouveaux Talents). Il a donné quelques précisions sur la suite de la série et a expliqué pourquoi il n'en faisait pas partie. Tout d'abord, il tournait en même temps un long métrage (Des poupées et des anges, avec Samuel Le Bihan et Samy Naceri notamment, sorti le 25 juin 2008) et il était difficile de concilier les deux ; ensuite, tous les comédiens ont dû repasser des essais et il n'a pas souhaité les faire ; enfin, il a expliqué qu'il était en contact avec les producteurs, les auteurs et les responsables de TF1 depuis près d'un an et que tous les comédiens étaient disponibles pour se réunir, travailler sur les scénarios et faire évoluer les personnages. En effet, lors de la première saison, les producteurs et les comédiens changeaient très souvent l'écriture des épisodes le matin même. Pour cette deuxième saison, sachant qu'ils seraient attendus au tournant, ils ne voulaient pas refaire les mêmes erreurs et les comédiens ont donc souhaité s'investir en amont dans l'écriture des scénarios, pour ne pas avoir à tout changer au dernier moment. Mais les producteurs ne leur ont pas vraiment demandé leur avis et quand il a lu le scénario des deux premiers épisodes, il a trouvé ça trop léger, encore immature. En résumé, il n'a pas trouvé très professionnelle l'attitude des producteurs à l'égard des comédiens.

- L'équipe de la série était présente pour la troisième saison des Scénaristes en Séries, qui s'est déroulée du 17 octobre 2008 au 19 octobre 2008 à Aix-les-Bains. À cette occasion, le deuxième épisode de La vie est à nous a été projeté au public.